# Spirobolellus eremus
Spirobolellus eremus är en mångfotingart som först beskrevs av Chamberlin 1922.  Spirobolellus eremus ingår i släktet Spirobolellus och familjen slitsdubbelfotingar. Inga underarter finns listade i Catalogue of Life.